# Bill Vander Zalm
Wilhelmus Nicholaas Theodore Marie „Bill“ Vander Zalm (* 29. Mai 1934 in Noordwijkerhout, Niederlande) ist ein kanadischer Politiker und Unternehmer. Vom 6. August 1986 bis zum 2. April 1991 war er Premierminister der Provinz British Columbia und Vorsitzender der British Columbia Social Credit Party. Zuvor war er von 1969 bis 1975 Bürgermeister der Stadt Surrey gewesen. Vander Zalms politische Karriere war geprägt von Exzentrik, Populismus, Kontroversen und Skandalen. Dies führte ab 1991, nach seinem erzwungenen Rücktritt, zum raschen Niedergang der Socreds, die vier Jahrzehnte lang die Provinzpolitik dominiert hatten.

## Stadt- und Provinzpolitik
Vander Zalms Familie stammte aus Südholland und wanderte 1947 nach Kanada aus. Nach Ende der Schulzeit verkaufte er zunächst Tulpen, baute ab 1956 ein Gärtnerei-Unternehmen auf und spekulierte mit Immobilien. 1965 wurde er in den Stadtrat von Surrey gewählt und war von 1969 bis 1975 Bürgermeister dieser Stadt. Während seiner Amtszeit griff er hart gegen Sozialhilfebetrüger durch (die Sozialhilfe fiel damals in die Zuständigkeit der Gemeinden). Für großes Aufsehen sorgte seine Aussage, gesunde Sozialhilfe-Empfänger sollten eine Schaufel in die Hand gedrückt bekommen und zum Arbeiten gezwungen werden.
Ursprünglich war Vander Zalm ein Anhänger der Liberalen. 1968 kandidierte er erfolglos als Kandidat der Liberalen Partei Kanadas für einen Sitz im kanadischen Unterhaus. 1972 bewarb er sich um den Parteivorsitz der British Columbia Liberal Party, unterlag aber David Anderson. 1974 trat er der British Columbia Social Credit Party bei.
1975 wurde Vander Zalm als Abgeordneter des Wahlbezirks Surrey in die Legislativversammlung von British Columbia gewählt, als die Socreds nach drei Jahren in der Opposition wieder die Regierung stellen konnten. Unter Premierminister Bill Bennett leitete er die Ministerien für Staatspersonal (1975–78), Gemeinden (1978–81) und Bildung (1981–83). Bennett entließ ihn 1983 wegen Meinungsverschiedenheiten aus der Regierung, woraufhin er sein Mandat aufgab. 1984 kaufte er den Vergnügungspark Fantasy Garden World in Richmond und gestaltete ihn im Stile eines holländischen Dorfes um. Keinen Erfolg hatte er im selben Jahr bei den Bürgermeisterwahlen in Vancouver.

## Premierminister
1986 gab Bill Bennett seinen baldigen Rücktritt bekannt. Vander Zalm kandidierte für den Parteivorsitz und kreierte einen Medienhype um seine Person. Beim Parteikonvent am 6. August 1986 in Whistler setzte er sich im vierten Wahlgang durch und trat die Nachfolge Bennetts als Premierminister an. Im Oktober 1986 gewann seine Partei erneut die Wahlen: Die Socreds hatten kein eigentliches Wahlprogramm, sondern verließen sich hauptsächlich auf ihren charismatischen Vorsitzenden. Vander Zalm selbst wurde im Wahlbezirk Richmond gewählt.
Sein Kabinett stellte Vander Zalm hauptsächlich aus Hinterbänklern zusammen, die während Bennetts Regierungszeit nicht aufgefallen waren. Die Socreds waren eine unsichere Allianz aus Anhängern der Liberalen Partei Kanadas, ländlichen Sozialkonservativen und urbanen Wirtschaftsvertretern. Unter Vander Zalms Führung verloren die Wirtschaftsvertreter zunehmend Einfluss an die Sozialkonservativen. Er ging mit Abtreibungsbefürwortern und Gewerkschaften auf Konfrontationskurs. Besonders kontrovers war die Ernennung seines engen Freundes David Poole zum „Hauptsekretär“. Poole erhielt immer mehr Kompetenzen und war vor seinem Rücktritt 1989 zum zweitmächtigsten Mann der Provinz aufgestiegen, ohne jemals gewählt worden zu sein.
Vander Zalms rechtspopulistischer Kurs und seine umstrittene Personalpolitik trieben viele moderate Socreds zur Liberal Party. Im September 1990 verkaufte er seinen Vergnügungspark an einen taiwanischen Investor und geriet dabei in einen Interessenkonflikt. Der spätere Käufer hatte vor Vertragsabschluss eine Vorzugsbehandlung erhalten, unter anderem ein Mittagessen mit dem Vizegouverneur. Vander Zalm behauptete, er habe schon Jahre zuvor die Kontrolle über den Vergnügungspark an seine Ehefrau abgetreten. Doch von ihm unterzeichnete Dokumente bewiesen, dass er weiterhin Mehrheitsaktionär war und somit sein Amt als Premierminister missbraucht hatte, um dem Investor Zugang zu einflussreichen Ministern zu verschaffen.
Am 2. April 1991 musste Vander Zalm dem Druck der Öffentlichkeit nachgeben und zurücktreten. Seine Nachfolge trat Rita Johnston an, die bei den nachfolgenden Wahlen eine schwere Niederlage erlitt und den Zerfall der Social Credit Party nicht mehr aufhalten konnte. Vander Zalm wurde wegen Vertrauensbruchs mit möglicher krimineller Absicht angeklagt, 1992 aber vom Obersten Gericht British Columbias freigesprochen.
1999 versuchte Vander Zalm ein politisches Comeback und trat im Wahlbezirk Delta-South bei einer Nachwahl an. Er kandidierte für die rechts stehende British Columbia Reform Party, die aus der mittlerweile bedeutungslos gewordenen Social Credit Party hervorgegangen war. Er erhielt 32,9 % der Stimmen und unterlag dem Kandidaten der Liberalen.